# زائنگر (فضاپیما)

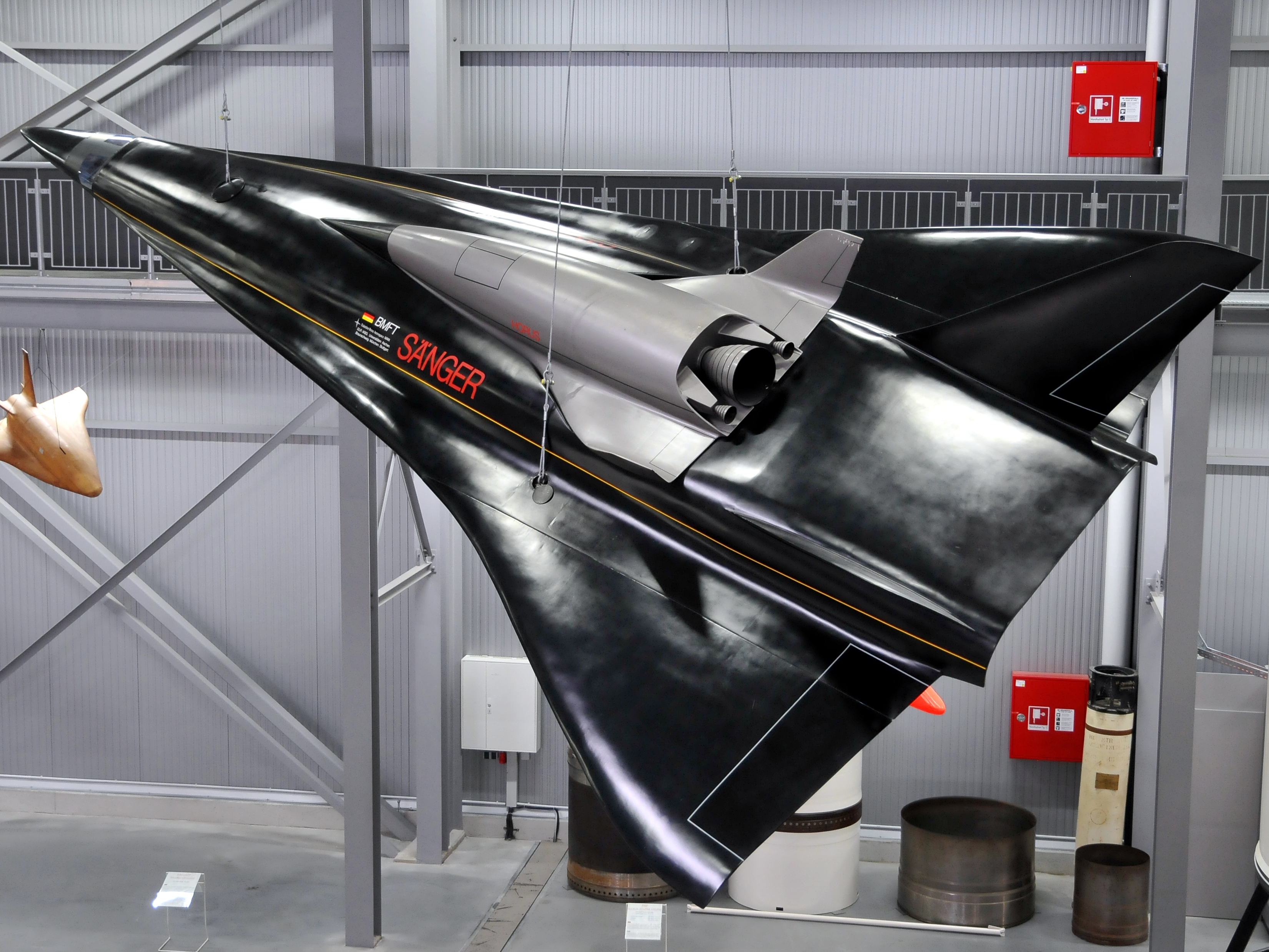

زائنگر (به انگلیسی: Saenger (spacecraft)) یک هواگرد ساختِ کارخانهٔ یونکرس در کشور آلمان است.